# Septifer virgatus
Septifer virgatus is een tweekleppigensoort uit de familie van de Mytilidae. De wetenschappelijke naam van de soort is voor het eerst geldig gepubliceerd in 1837 door Wiegmann.